# Kalevi Aho

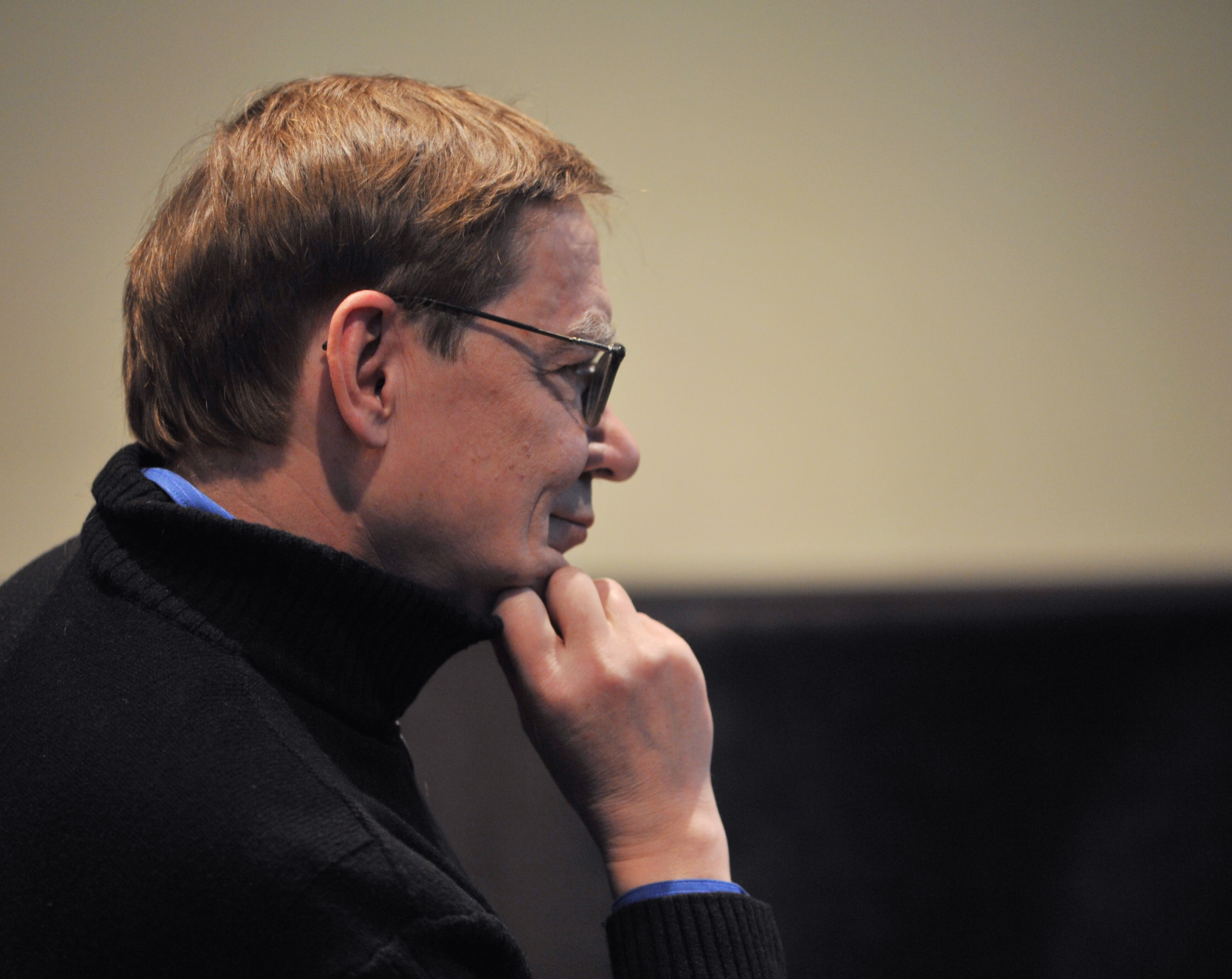
Kalevi Aho (2010)

Kalevi Ensio Aho (* 9. März 1949 in Forssa, Finnland) ist ein finnischer Komponist.

## Leben
Aho erhielt im Alter von 10 Jahren seinen ersten Violinunterricht; aus dieser Zeit stammen seine ersten Kompositionen. Aho studierte an der Sibelius-Akademie in Helsinki Violine und bei Einojuhani Rautavaara Komposition. 1971 erhielt er sein Diplom. Es folgte ein Studienjahr bei Boris Blacher in Berlin. 1974 war Aho Stipendiat der Léonie-Sonning-Musikstiftung.
Von 1974 bis 1988 war Aho Dozent für Musikwissenschaft an der Universität Helsinki, von 1988 bis 1993 hatte er eine Professur an der Sibelius-Akademie inne. Von 1992 bis 2011 war er Composer in Residence der Sinfonia Lahti, seit 2012 ist er „Ehrenkomponist“ des Orchesters. Aho lebt in Helsinki und arbeitet seit 1993 als freischaffender Komponist.
Von 1994 bis 2012 erhielt er eine Reihe staatlicher steuerfreier Stipendien, die zur Deckung der Lebenshaltungskosten gedacht waren und somit Künstlern unabhängig von Aufträgen die Möglichkeit gaben, an den für sie wichtigsten Werken zu arbeiten. Mit dem Erreichen des 63. Lebensalters erlosch das Stipendium im Jahr 2012.
Kalevi Aho wirkte mehrfach als Jury-Vorsitzender beim Internationalen Uuno-Klami-Kompositionswettbewerb und war 2014 Jurymitglied der Brandenburger Biennale, einem Kompositionswettbewerb für Symphonik.

## Preise und Auszeichnungen
- 1990: Henrik-Steffens-Preis Lübeck[6]
- 2000: Orden Pro Finlandia[7]
- 2016: Finnischer Staatspreis für Musik[8]

- 2018. Verleihung der Ehrendoktorwürde der Musikwissenschaft der Musikakademie Gheorghe Dima in Cluj-Napoca[9]

## Werk
Aho ist hauptsächlich als Komponist großer Orchesterwerke bekannt und schrieb bislang 18 Sinfonien (die 18. entstand 2022/23), ferner 43 Instrumentalkonzerte, 5 Opern, Vokalwerke und zahlreiche Kompositionen für diverse kammermusikalische Besetzungen. Der Durchbruch als Komponist gelang ihm mit seiner 1. Sinfonie (1969) und dem 3. Streichquartett (1971). Die Werke dieser Zeit zeigen zunächst neben Einflüssen von Schostakowitsch auch neoklassizistische Züge. In Folgewerken wandte er sich einer polystilistischen, postmodernen Kompositionsweise zu. Seine teils ironische Kontrastierung von Stimmungen und Stilen führte zu Vergleichen mit Gustav Mahler und Alfred Schnittke. Seine symphonischen, aber auch kammermusikalischen Werke, folgen oft dem Muster einer „abstrakten Handlung“.
Zahlreiche Werke Ahos liegen in CD-Aufnahmen vor, die Orchesterwerke vorwiegend unter der Leitung von Osmo Vänskä. Kalevi Ahos kompositorisches Gesamtwerk erscheint beim schwedischen Label BIS.

### Sinfonien
Neo-Klassizistisches und gewisse Merkmale der Sinfonien von Schostakowitsch, die sich noch in seiner 1. Sinfonie – dem Werk des 20-Jährigen – und der 2. Sinfonie entdecken lassen weichen in der 3. und 4. Sinfonie (1973) einer ausgeprägten Polystilistik  (Korhonen: Inventing Finnish Music). Als Höhepunkt von Ahos erster Periode gilt die dreisätzige 4. Sinfonie (1972–73). In ihre „erreichte Ahos kontrapunktische Tonsprache […] ihre volle Entfaltung.“
Die Polyphonie verschiedener einzelner Instrumentalstimmen weicht in der 5. Sinfonie einer „Super-Polyphonie“ (Korhonen: Finnish Music) „unabhängiger sich stilistisch unterscheidender ändernder musikalischer Stränge.“
Eine Wendepukt in Ahos sinfonischem Schaffen bildet die 6. Sinfonie (1979–80). Cluster-ähnliche Klangblöcke, expressive Melodik, statische Klangflächen und [Webern]sche Fragilität erinnern an modernistische Tendenzen. (Korhonen.) „Der Neoklassizismus der 1. Sinfonie und der prononcierte Modernismus seiner 6. Sinfonie markieren Pole, zwischen welchen er seine Ausdrucksmittel ansiedelte“, wie Korhonen 2007 zusammenfasste. Danach konzentrierte sich Aho eine Zeit lang auf Konzerte und Opern.
Auf der Grundlage des Materials aus der 1987 vollendeten Oper „Insektenleben“ komponierte Aho 1988 seine 7. Sinfonie (mit dem Titel Insektensinfonie). In Finnland gilt sie „als ein Musterbeispiel für die postmoderne Kompositionsästhetik. Eine Gemeinsamkeit mit der Postmoderne ist die Vielfalt der herangezogenen Stile und der Zitate aus der Musikgeschichte bzw. Allusionen. Gleichzeitig stellt die 7. Sinfonie in ihrer Konzeption eine Kritik der Postmoderne dar.“ Das sechssätzige Werk wurde auch als postmoderne, tragikomische Antisymphonie interpretiert. Die 8. Sinfonie ist eine Synthese disparater Elemente, die an Paul Hindemith, Bela Bartók oder den frühen Witold Lutosławski erinnern. Der Grundgedanke dieser Symphonie ist „der einer Reise – vom schlichten fast kindlichen, hellen Beginn bewegen wir uns auf eine andere musikalische Welt zu, um niemals mehr zu dem zurückzukehren, was wir hinter uns ließen.“
Einen dritten Einschnitt in Ahos Schaffen als Symphoniker markiert die 1996 entstandene 10. Sinfonie. Zum ersten Mal entschied sich Aho für die viersätzige Form. Auch inhaltlich scheint sie sich mit Anspielungen auf Anton Bruckner – dessen 9. Sinfonie – und Mozarts 39. Sinfonie in die österreichische Linie der Gattungstradition einzufügen.
Ahos Sinfonien haben „häufig Ähnlichkeit mit Instrumentalkonzerten“. Die 3. Sinfonie trug ursprünglich den Titel Sinfonia concertante Nr. 1 (mit Soli für die Violine); die 6. Sinfonie enthält „Gruppensolostimmen“ für Orchestergruppen (in der Partitur „Soli concertante“ genannt). Als bewusster Gegensatz zur monumentalen 8. `Sinfonie mit ihren drei Orgel-Zwischenspielen wurde die 9. Sinfonie Nr. 9 (1993–94) als eine Sinfonia concertante für Posaune und Orchester konzipiert. Einer der charakteristischen Züge „ist ihre Bewegung zwischen verschiedenen musikalischen Perioden – der Gegenwart, der Vergangenheit und auch der Zukunft.“ Dieser Wechsel wird hörbar, wenn der Solist sein Instrument gegen die Altposaune tauscht und durch den Einsatz eines Cembalos.
Nach der 13. Sinfonie begann Aho arabische Rhythmen und Ragas zu studieren. Die Ergebnisse dieser Beschäftigung fanden etwa Eingang in die 14. Sinfonie ('Rituaaleja' - Rituale) (für Darabuka, Djembé, Gongs und Kammerorchester) oder ins Oboenkonzert. In ihm verwendet Aho eine arabische Tonleiter mit Mikrointervallen. Der zweite Teil des Konzerts basiert auf einem arabischen Rhythmus. „Entfernt an indische Ragas“ erinnert Minea, ein Auftragswerk des Minnesota Orchestra. Diese ‚concertante Music for Orchestra‘ weist zudem „Anklänge an japanische Shakuhachi-Musik auf.“ Rhythmische Muster östlicher Musik dominieren auch den zweiten und vierten Satz der 15. Sinfonie. Vom nordischen Schamanismus ist unter anderem das Schlagzeugkonzert Sieidi inspiriert.
Die 17. Sinfonie ist mit ca. 61 Minuten die bislang längste des Komponisten. Deren drei Sätze können als eigenständige Tondichtungen aufgeführt werden.
Die 18. Sinfonie nimmt wieder die viersätzige Form auf. „Kontraste zwischen verschiedenen Orchestergruppen, aber auch zwischen hohen und tiefen Registern, prägen das Werk entscheidend. Der Verlauf, den die Musik nimmt, hängt eng mit der klanglichen Gestaltung zusammen.“

### Instrumentalkonzerte
In den 1990er Jahren konzentrierte sich Aho vor allem auf Opern, Sinfonien, Kammermusik sowie instrumentale Solostücke. In dieser Zeit reifte sein Plan, eine Reihe von Konzerten für jedes Instrument des klassischen Sinfonieorchesters zu komponieren. Seine 43 Instrumentalkonzerte kann man als Orchester-Symphonien mit obligatem Solisten bezeichnen. Sie entstanden oft in enger Zusammenarbeit mit den jeweiligen Auftraggebern. Bereits seine drei ersten Instrumentalkonzerte (jeweils für Violine, Violoncello, Klavier) waren „anlagemäßig sehr symphonisch.“
Zu Beginn des neuen Jahrtausends nahm Aho die Konzertproduktion mit dem Tuba-Konzert wieder auf. 2002 folgte das Flötenkonzert für Sharon Bezaly, das, laut dem Verlag Fennica Gehrman, zu einem seiner meistgespielten Werke geworden ist.
Dank Ahos Position als Composer in Residence der Sinfonia Lahti und zahlreicher Aufnahmen von Sinfonien und Konzerten für die schwedische Plattenfirma BIS wurden internationale Instrumentalisten und Orchester auf ihn aufmerksam.
Es folgten Konzerte etwa für Klarinette (für Martin Fröst), Fagott (Bram van Sambeck), Oboe (Piet van Bocksal), Trompete (und Blasorchester), Posaune Jörgen van Rijen, auch Solo-Konzerte für eher selten eingesetzte Instrumente: Kontrafagott (für Lewis Lipnick), Theremin (Auftraggeberin Carolina Eyck), Sopransaxophon (Anders Paulsson), Tenorsaxophon, Akkordeon, Blockflöte, Baritonhorn, Pauke, Piccoloklarinette (= Es-Klarinette), Kantele, Erhu (Aufraggeberin Kanae Nozawa) und ein Konzert für Violine und Gagaku-Ensemble (Auftraggeberin Sayaka Shoji).
Auch Konzerte für mehrere Instrumente finden sich in Ahos Werkkatalog: ein Konzert für Saxophonquartett, ein Tripelkonzert für Violine, Violoncello und Klavier, das vom Storioni Trio in Auftrag gegeben wurde und sechs Doppelkonzerte. So gab etwa das „Manchester International Cello Festival“ für das Jahr 2004 ein Konzert für zwei Violoncelli und Orchester in Auftrag.

## Werke
→ siehe: Liste der Werke von Kalevi Aho

## Publikationen

### Als Autor
- Suomalainen musiikki ja Kalevala. (Finnische Musik und das Nationalepos Kalevala), 1985.
- Einojuhani Rautavaara sinfonikkona. (Einojuhani Rautavaara als Symphoniker), Edition Pan / Sibelius Akatemia) 1988, 139 S. (finnisch, deutsch und englisch).
- Taiteilijan tehtävät postmodernissa yhteiskunnassa. Valittuja esseitä 1974-1992 (Die Aufgaben des Künstlers in postmoderner Gesellschaft, Gesammelte Essays 1974–1992, Jyväskylä (Gaudeamus), 364 S. (Suomalaisten säveltäjien kirjoituksia II [Schriften finnischer Komponisten II]).
- Die Finnische Musik nach dem Zweiten Weltkrieg. (gemeinsam mit Erkki Salmenhaara, Keijo Virtamo und Pekka Jalkanen.) In: Die Finnische Musik. Otava-Verlag Helsinki 1996 (ist auch auf Finnisch, Englisch und Japanisch erschienen), ISBN 951-1-14478-2, S. 77–171.
- Taide ja todellisuus [Kunst und Wirklichkeit]. Juva (WSOY) 1997.
- After Sibelius - Finnish Music Past and Present.
- Uuno Klami — elämä ja teokset. (Uuno Klami — Leben und Werk.) (gemeinsam mit Marjo Valkonen). Juva (WSOY) 2000.
- The Symphonies of Jean Sibelius. In: Jean Sibelius: Tone Poet of the Finnish Forests. Metsäliitto/Metsä Group, Helsinki 2001, ISBN 952-90-9319-5, S. 51–73.
- Der Komponist, der Fortschritt und die Werte. In: Jean Sibelius Gesellschaft Deutschland e. V., online im Internet Archive
- Schwierigkeit und Schönheit des Opernkomponierens. In: Elke Albrecht & Eeva-Taina Forsius-Schibli (Hrsg.): Finnland - Land der Oper. 19 Essays zur zeitgenössischen Oper. Muusakirjat, Helsinki 2014, S. 15–30. [Übersetzung aus dem Finnischen von Elke Albrecht & Eeva-Taina Forsius-Schibli. Originalausgabe: Olemme ooperaama. Suomalaisen nykoopperan synty ja kohtalo. Helsinki: Vehrä, 2014]
- On my music and beyond: Advocating for the human touch. In: FMQ Finnish Music Quarterly, 15. Januar 2021 (englisch)

### Als Herausgeber
Herausgegeben, editiert, mit Vorworten und umfangreichen Bibliographien versehen: Bücherreihe „Suomalaisten säveltäjien kirjoituksia I–VII“ [Schriften finnischer Komponisten I–VII]:
- Erkki Salmenhaara: Löytöretkiä musiikkiin [Entdeckungsreisen zur Musik]. Jyväskylä (Gaudeamus) 1991 (SSK 1)
- Kalevi Aho: Taiteilijan tehtävät postmodernissa yhteiskunnassa. Valittuja esseitä 1974-1992 (Die Aufgaben des Künstlers in postmoderner Gesellschaft, Gesammelte Essays 1974–1992, Jyväskylä (Gaudeamus) (SSK II)
- Joonas Kokkonen: Ihminen ja musiikki [Mensch und Musik]. Jyväskylä (Gaudeamus) 1992 (SSK III)
- Eero Hämeenniemi: Tekopalmun alla [Unter der künstlichen Palme]. Tampere (Gaudeamus) 1993 (SSK IV)
- Ernest Pingoud: Taiteen edistys [Der Fortschritt in der Kunst]. Jyväskylä (Gaudeamus) 1995 (SSK V)
- Seppo Nummi: Arktinen sinfoniaviha [Der arktische Symphoniehass]. Tampere (Gaudeamus) 1994 (SSK 6)
- Erik Bergman: Laulava puu (Der singende Baum). Jyväskylä (Gaudeamus) 1995 (SSK 7)